# Regions Morgan Keegan Championships and the Cellular South Cup 2006 - Qualificazioni singolare femminile
Le qualificazioni del singolare femminile del Regions Morgan Keegan Championships and the Cellular South Cup 2006 sono state un torneo di tennis preliminare per accedere alla fase finale della manifestazione. I vincitori dell'ultimo turno sono entrati di diritto nel tabellone principale. In caso di ritiro di uno o più giocatori aventi diritto a questi sono subentrati i lucky loser, ossia i giocatori che hanno perso nell'ultimo turno ma che avevano una classifica più alta rispetto agli altri partecipanti che avevano comunque perso nel turno finale.
Le qualificazioni del torneo Regions Morgan Keegan Championships and the Cellular South Cup 2006 prevedevano 32 partecipanti di cui 4 sono entrati nel tabellone principale.

## Teste di serie
1. Yuan Meng (Qualificata)
2. Vasilisa Bardina (secondo turno)
3. Stéphanie Dubois (secondo turno)
4. Angela Haynes (Qualificata)

1. Vilmarie Castellvi (ultimo turno)
2. Tiffany Dabek (ultimo turno)
3. Anda Perianu (primo turno)
4. Carly Gullickson (ultimo turno)

## Qualificati
1. Yuan Meng
2. Jaroslava Švedova

1. Lina Stančiūtė
2. Angela Haynes

## Tabellone

### Legenda
| - Q = Qualificato - WC = Wild card - LL = Lucky loser | - ALT = Alternate - SE = Special Exempt - PR = Protected Ranking | - w/o = Walkover - r = Ritirato - d = Squalificato |

### Sezione 1
|  | Primo turno     | Primo turno       | Primo turno    | Primo turno | Primo turno |  |  | Secondo turno     | Secondo turno     | Secondo turno     | Secondo turno     | Secondo turno |   |   | Ultimo turno | Ultimo turno | Ultimo turno | Ultimo turno | Ultimo turno |  |
|  |                 |                   |                |             |             |  |  |                   |                   |                   |                   |               |   |   |              |              |              |              |              |  |
|  |                 |                   |                |             |             |  |  |                   |                   |                   |                   |               |   |   |              |              |              |              |              |  |
|  |                 |                   |                |             |             |  |  | 1                 | Yuan Meng         | 7                 | 4                 | 6             |   |   |              |              |              |              |              |  |
|  | Nicole Leimbach | Nicole Leimbach   | 5              | 6           | 6           |  |  |                   | Nicole Leimbach   | 5                 | 6                 | 2             |   |   |              |              |              |              |              |  |
|  | Connor Vogel    | Connor Vogel      | 7              | 4           | 3           |  |  |                   |                   |                   |                   |               |   |   | 1            | Yuan Meng    | 6            | 5            | 6            |  |
|  | Stacia Fonseca  | Stacia Fonseca    | Stacia Fonseca | 6           | 6           |  |  |                   |                   |                   | Christina Wheeler | 2             | 7 | 3 |              |              |              |              |              |  |
|  | Lindsay Jones   | Lindsay Jones     | Lindsay Jones  | 3           | 0           |  |  | Stacia Fonseca    | Stacia Fonseca    | Stacia Fonseca    | 65                | 4             |   |   |              |              |              |              |              |  |
|  |                 | Christina Wheeler | 3              | 6           | 7           |  |  | Christina Wheeler | Christina Wheeler | Christina Wheeler | 7                 | 6             |   |   |              |              |              |              |              |  |
|  | 7               | Anda Perianu      | 6              | 2           | 5           |  |  |                   |                   |                   |                   |               |   |   |              |              |              |              |              |  |

### Sezione 2
|  | Primo turno       | Primo turno       | Primo turno       | Primo turno | Primo turno |  |  | Secondo turno | Secondo turno     | Secondo turno | Secondo turno    | Secondo turno    |   |   | Ultimo turno | Ultimo turno      | Ultimo turno      | Ultimo turno | Ultimo turno |  |
|  |                   |                   |                   |             |             |  |  |               |                   |               |                  |                  |   |   |              |                   |                   |              |              |  |
|  |                   |                   |                   |             |             |  |  |               |                   |               |                  |                  |   |   |              |                   |                   |              |              |  |
|  |                   |                   |                   |             |             |  |  | 2             | Vasilisa Bardina  | 7             | 3                | 2                |   |   |              |                   |                   |              |              |  |
|  | Jaroslava Švedova | Jaroslava Švedova | Jaroslava Švedova | 6           | 6           |  |  |               | Jaroslava Švedova | 5             | 6                | 6                |   |   |              |                   |                   |              |              |  |
|  | Tetjana Lužans'ka | Tetjana Lužans'ka | Tetjana Lužans'ka | 2           | 3           |  |  |               |                   |               |                  |                  |   |   |              | Jaroslava Švedova | Jaroslava Švedova | 6            | 6            |  |
|  | Jamie Hampton     | Jamie Hampton     | Jamie Hampton     | 6           | 6           |  |  |               |                   | 8             | Carly Gullickson | Carly Gullickson | 3 | 2 |              |                   |                   |              |              |  |
|  | Whitney Jones     | Whitney Jones     | Whitney Jones     | 1           | 1           |  |  |               | Jamie Hampton     | 4             | 6                | 2                |   |   |              |                   |                   |              |              |  |
|  | 8                 | Carly Gullickson  | Carly Gullickson  | 6           | 6           |  |  | 8             | Carly Gullickson  | 6             | 4                | 6                |   |   |              |                   |                   |              |              |  |
|  |                   | Abigail Spears    | Abigail Spears    | 2           | 2           |  |  |               |                   |               |                  |                  |   |   |              |                   |                   |              |              |  |

### Sezione 3
|  | Primo turno             | Primo turno             | Primo turno             | Primo turno | Primo turno |  |  | Secondo turno | Secondo turno           | Secondo turno    | Secondo turno      | Secondo turno      |   |   | Ultimo turno | Ultimo turno   | Ultimo turno   | Ultimo turno | Ultimo turno |  |
|  |                         |                         |                         |             |             |  |  |               |                         |                  |                    |                    |   |   |              |                |                |              |              |  |
|  |                         |                         |                         |             |             |  |  |               |                         |                  |                    |                    |   |   |              |                |                |              |              |  |
|  |                         |                         |                         |             |             |  |  | 3             | Stéphanie Dubois        | Stéphanie Dubois | 64                 | 2                  |   |   |              |                |                |              |              |  |
|  | Lina Stančiūtė          | Lina Stančiūtė          | 7                       | 3           | 6           |  |  |               | Lina Stančiūtė          | Lina Stančiūtė   | 7                  | 6                  |   |   |              |                |                |              |              |  |
|  | Svetlana Krivencheva    | Svetlana Krivencheva    | 5                       | 6           | 3           |  |  |               |                         |                  |                    |                    |   |   |              | Lina Stančiūtė | Lina Stančiūtė | 6            | 7            |  |
|  | Brenda Schultz-McCarthy | Brenda Schultz-McCarthy | Brenda Schultz-McCarthy | 6           | 6           |  |  |               |                         | 5                | Vilmarie Castellvi | Vilmarie Castellvi | 1 | 5 |              |                |                |              |              |  |
|  | Cory-Ann Avants         | Cory-Ann Avants         | Cory-Ann Avants         | 1           | 3           |  |  |               | Brenda Schultz-McCarthy | 6                | 4                  | 3                  |   |   |              |                |                |              |              |  |
|  |                         |                         |                         |             |             |  |  | 5             | Vilmarie Castellvi      | 3                | 6                  | 6                  |   |   |              |                |                |              |              |  |
|  |                         |                         |                         |             |             |  |  |               |                         |                  |                    |                    |   |   |              |                |                |              |              |  |

### Sezione 4
|  | Primo turno  | Primo turno  | Primo turno  | Primo turno | Primo turno |  |  | Secondo turno | Secondo turno | Secondo turno | Secondo turno | Secondo turno |   |   | Ultimo turno | Ultimo turno  | Ultimo turno | Ultimo turno | Ultimo turno |  |
|  |              |              |              |             |             |  |  |               |               |               |               |               |   |   |              |               |              |              |              |  |
|  |              |              |              |             |             |  |  |               |               |               |               |               |   |   |              |               |              |              |              |  |
|  |              |              |              |             |             |  |  | 4             | Angela Haynes | Angela Haynes | 6             | 6             |   |   |              |               |              |              |              |  |
|  | Diana Ospina | Diana Ospina | Diana Ospina | 6           | 6           |  |  |               | Diana Ospina  | Diana Ospina  | 1             | 1             |   |   |              |               |              |              |              |  |
|  | Tara Snyder  | Tara Snyder  | Tara Snyder  | 3           | 1           |  |  |               |               |               |               |               |   |   | 4            | Angela Haynes | 6            | 6            | 6            |  |
|  | Mary Gambale | Mary Gambale | 6            | 2           | 6           |  |  |               |               | 6             | Tiffany Dabek | 7             | 1 | 4 |              |               |              |              |              |  |
|  | Arpi Kojian  | Arpi Kojian  | 4            | 6           | 2           |  |  |               | Mary Gambale  | Mary Gambale  | 5             | 2             |   |   |              |               |              |              |              |  |
|  |              |              |              |             |             |  |  | 6             | Tiffany Dabek | Tiffany Dabek | 7             | 6             |   |   |              |               |              |              |              |  |
|  |              |              |              |             |             |  |  |               |               |               |               |               |   |   |              |               |              |              |              |  |